# Kirgisisches Dramentheater Bischkek
Das Kirgisische Dramentheater Bischkek ist ein Theater in Bischkek, der Hauptstadt Kirgisistans.

## Geschichte
Erste Vorläufer des Theaters entstanden bereits 1926 mit der Gründung des kirgisischen Musik- und Theaterstudios. Darauf aufbauend wurde 1930 das kirgisische Staatstheater gegründet, das 1936 zum kirgisischen Musik- und Dramatheater wurde, das 1941 seinen bleibenden Namen bekam: kirgisisches Dramentheater.
In den 1940er-Jahren wurden hauptsächlich militärpatriotische Propagandastücke gespielt. In den 1950er-Jahren und 1960er-Jahren nach dem Ende des Stalinismus in der Sowjetunion wurde das Programm durch Werke kirgisischer Dramatiker diversifiziert. In den 1970er-Jahren wurden die Werke kirgisischer Künstler zunehmend durch ausländische bzw. Werke aus den sozialistischen „Bruderrepubliken“ ergänzt. 1970 bekam das Theater ein neues Gebäude mit 800 Sitzplätzen. 1971 wurde das Theater ein akademisches Theater.
1958 wurde das Theater mit dem Roten Banner der Arbeit ausgezeichnet.

## Schauspieler (Auswahl)
- Amankul Kuttubajew
- Baken Kydykejewa
- Darkül Küjükowa